# Хабибуллин, Ряфагать Махмутович
Ряфага́ть Махму́тович Хабибу́ллин (тат. Рәфәгат Мәхмүт улы Хәбибуллин; 28 марта 1965 — 8 июля 2016) — российский военный лётчик, командир 55-го отдельного вертолётного полка армейской авиации ВКС, участник военной операции в Сирии, Герой Российской Федерации (28.07.2016, посмертно). Полковник (2009).
На момент своей гибели имел налёт более 3300 часов, из них на выполнение боевых задач — более 2800. Выполнил более 2000 боевых вылетов. Участник двух чеченских кампаний, осетино-ингушского конфликта, войны в Южной Осетии (2008).

## Биография
Родился 28 марта 1965 года в селе Вязовый Гай Старокулаткинского района Ульяновской области. Татарин.
Окончив местную среднюю школу, решил стать лётчиком. Отправился поступать в Качинское высшее военное авиационное училище лётчиков. В лётчики не прошёл по здоровью и решил поступать в Рязанское высшее воздушно-десантное командное училище, однако и туда не прошёл по конкурсу.
Осенью был призван в Советскую армию и направлен в Центральную группу войск в чехословацкий город Зволен в 30-ю гвардейскую мотострелковую Иркутско-Пинскую дивизию. Службу проходил рядовым в 1983—1984 годах в разведроте зенитно-ракетного полка. Спустя полтора года службы Хабибуллин подал рапорт с просьбой направить его в Сызранскоe высшеe военное авиационное училище лётчиков, и вскоре его просьба была удовлетворена.
Окончив в 1988 году училище, в звании лейтенанта Ряфагать Хабибуллин был направлен для прохождения службы в 55-й Севастопольский вертолётный полк, который в мае 1992 года стал базироваться на аэродроме вблизи города Кореновска Краснодарского края.
Осенью 1992 года Хабибуллин участвовал в осетино-ингушском конфликте. В 1993—1994 годах был командирован на боевые действия в зоне грузино-абхазского конфликта.
В 1994 году принимал участие в первой чеченской кампании, где получил тяжёлое ранение. В течение восьми месяцев находился в госпиталях, после врачебно-лётной комиссии капитан Хабибуллин вернулся в строй. Выполнял боевые задачи на территории Чеченской Республики до конца 1996 года, затем принимал участие в поддержании мира в зоне грузино-абхазского конфликта.
В 1999 году стал участником второй чеченской кампании, получил звание майора.
В 2005 году окончил Военно-воздушную академию имени Ю. А. Гагарина.
После завершения Чеченской войны, до лета 2008 года М. Х. Ряфагать продолжил службу в Российской армии, исполнял обязанности командира отдельного вертолётного полка на аэродроме Ханкала в Чеченской Республике.
В августе 2008 года принимал участие в войне в Грузии, стал подполковником. В августе 2009 года, когда на базе отдельного вертолётного полка и штурмового авиационного полка была создана Будённовская авиационная база 1-й категории, полковник М. Х. Ряфагать стал заместителем командира по лётной подготовке авиационной базы.
В 2012 году, будучи командиром 393-й Севастопольской авиационной базы армейской авиации, полковник Хабибуллин Ряфагать Махмутович из рук Президента России получил орден Кутузова, которым военная база была награждена «за успешное выполнение боевых заданий командования и проявленные при этом личным составом базы мужество и героизм».
Командир 55-го отдельного вертолётного полка Южного военного округа полковник Хабибуллин погиб 8 июля 2016 года во время военной операции России в Сирии. Лётчик-штурман Евгений Долгин и командир 55-го отдельного полка армейской авиации полковник Ряфагать Хабибуллин погибли над городом Пальмира, совершая облёт сирийского вертолёта Ми-25 (экспортный вариант вертолёта Ми-24) с боекомплектом в провинции Хомс. Экипаж атаковал отряд боевиков террористической группировки «Исламское государство», прорвавших оборону сирийских войск, наступление террористов было сорвано. На обратном курсе огнём с земли вертолёт был подбит террористами и упал в районе, подконтрольном сирийской правительственной армии.
На момент своей гибели подготовил 28 лётчиков к ведению боевых действий в горной местности с посадками на высокогорные площадки до 3000 метров. Имел налёт более 3300 часов, из них на выполнение боевых задач — более 2800 часов. Выполнил более 2000 боевых вылетов. Прошёл две чеченские кампании, осетино-ингушский конфликт, войну в Грузии (2008). Он владел всеми типами и модификациями вертолётов Ми-8, Ми-24 и Ми-28Н и был опытнейшим лётчиком-снайпером российских ВВС.
Церемония прощания состоялась в Кореновске, после чего его тело было доставлено на родину. Похороны Хабибуллина прошли 12 июля в его родном селе Вязовый Гай Ульяновской области.

## Память
- Его именем названы улица в городе Краснодаре[7], улица и школа на родине лётчика — в селе Вязовый Гай Старокулаткинского района Ульяновской области.
- 28 марта 2017 года на аллее Славы города Кореновска Краснодарского края установлен бюст[8].
- 12 июля 2017 года открыт бюст в Старокулаткинской средней школе № 2 Ульяновской области.
- 13 июля 2017 года открыт бюст в селе Вязовый Гай, где похоронен лётчик[9].
- В июле 2017 года имя Героя России Р. Хабибуллина присвоено вертолёту армейской авиации Ми-8АМТШ Южного военного округа[10].
- 1 октября 2020 на российской авиабазе в Хмеймиме (Сирия) открыт бюст Р. Хабибуллина[11].

## Награды
- Герой Российской Федерации (28 июля 2016)[12]
- Орден «За заслуги перед Отечеством» IV степени с мечами (2008)[13]
- Два ордена Мужества (13.10.1996[14], 13.04.2000)
- Орден «За военные заслуги» (17.02.2000)
- 20 ведомственных и юбилейных медалей
- Орден «За проявленное мужество» (Ульяновская область)

Указом губернатора Ульяновской области мать полковника Хабибуллина Гольжиган Хабибуллина награждена почётным знаком Ульяновской области «За веру и добродетель» за достойное воспитание сына, обеспечение духовно-нравственного развития и формирование высокой гражданской и активной жизненной позиции.

## Современники о нём
Это лётчик с большой буквы, вся наша армейская авиация потеряла в этом человеке высококлассного специалиста. У него был колоссальный опыт выполнения полётов на различных типах вертолётов. Он глубоко знал как аэродинамику, так и авиационную технику, не упускал случая помочь и подсказать молодым лётчикам, если кто-то что-то забывал.
 сказал командир эскадрильи 55-го отдельного севастопольского вертолётного полка подполковник Юрий Орешенков.